# Janeži
Janeži – wieś w Słowenii, w gminie Sodražica. W 2018 roku liczyła 12 mieszkańców.